# Hemiboea integra
Hemiboea integra är en tvåhjärtbladig växtart som beskrevs av Cheng Yih Wu och Hsi Wen Li. Hemiboea integra ingår i släktet Hemiboea och familjen Gesneriaceae. Inga underarter finns listade i Catalogue of Life.